# Independence (Kansas)

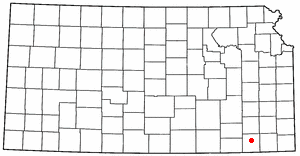

Independence – amerykańskie miasto, w stanie Kansas, w hrabstwie Montgomery. 
Miejscowość leży nad rzeką Verdigris i zajmuje powierzchnię prawie 13 km². Według spisu ludności z 2000, populacja wynosi niecałe 10 tys. mieszkańców (czyli prawie 765 osób/km²).
Największą atrakcją turystyczną miasteczka jest położony nieopodal, zrekonstruowany dom Laury Ingalls Wilder, która mieszkała tu z rodziną w latach 1868–1870. To tu urodziła się jej młodsza siostra - jedna z bohaterek serii "Domek na prerii"; Carrie Ingalls.